# Tiempo sidéreo

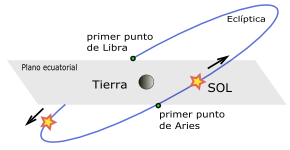
FIGURA 1. Perspectiva geocéntrica que muestra el movimiento anual aparente del Sol por la eclíptica. El punto donde el Sol pasa de sur a norte del plano ecuatorial es el equinoccio vernal o primer punto de Aries.

El tiempo sidéreo, también denominado tiempo sideral, es el tiempo medido por el movimiento diurno aparente del equinoccio vernal (fig. 1), que se aproxima, aunque sin ser idéntico, al movimiento de las estrellas. Se diferencia en la precesión del equinoccio vernal con respecto a las estrellas.
De forma más precisa, el tiempo sidéreo se define como el ángulo horario del equinoccio vernal. Cuando el equinoccio vernal culmina en el meridiano local, el tiempo sidéreo local es 00.00.

## Diferencias entre tiempo sidéreo y tiempo solar

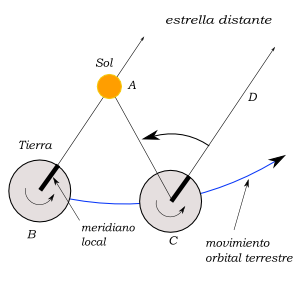
FIGURA 2. Con la Tierra en B, culminan simultáneamente en el meridiano local el Sol y una estrella distante. Al llegar la Tierra a C culmina de nuevo la estrella, y no el Sol. La estrella adelanta al Sol. El retraso del Sol (DCA) es igual al avance de la Tierra en su órbita (BAC).

El tiempo solar se mide por el movimiento diurno aparente del Sol y el mediodía local se define como el momento en que el Sol se encuentra en su cenit (la sombra proyectada apunta exactamente hacia el norte en el hemisferio norte y hacia el sur en el hemisferio sur). Por definición, el tiempo que tarda el Sol en volver a su punto más alto es en promedio 24 horas.
Sin embargo, las estrellas tienen un movimiento aparente ligeramente distinto. Durante el transcurso de un día, la Tierra se habrá movido un poco a lo largo de su órbita alrededor del Sol, por lo que debe girar una pequeña distancia angular extra antes de que el Sol alcance su punto más alto. En cambio las estrellas están tan alejadas que el movimiento de la Tierra a lo largo de su órbita genera una diferencia apenas apreciable con respecto a su dirección aparente (véase, en cualquier caso, paralaje), por lo que vuelven a su punto más alto en algo menos de 24 h o día solar. Un día sidéreo medio dura alrededor de 23 h y 56 min (es casi 4 minutos más corto que el día solar). Debido a las variaciones en el índice de rotación de la Tierra, el índice de un reloj sideral ideal se desvía de cualquier múltiplo simple de un reloj civil. En la práctica se tiene en cuenta mediante la diferencia UTC−UT1, que se mide empleando radiotelescopios, y se almacena y ofrece al público a través del IERS y del Observatorio Naval de los Estados Unidos.
Como se muestra en la FIGURA 2, el tiempo transcurrido entre culminaciones sucesivas no es el mismo para el Sol que para las estrellas distantes. Al trasladarse la Tierra de B a C la estrella culmina de nuevo pero el Sol no, y se dice que retrasa el ángulo DCA que es lo que le falta para repetir su culminación. El tiempo correspondiente al arco BC es un tiempo sidéreo.

## Tipos de tiempo sidéreo
El punto Aries no es un punto fijo, se mueve sobre la esfera celeste sometido principalmente al movimiento de Precesión de los equinoccios y en menor medida al movimiento de Nutación. Si consideramos solo el movimiento de precesión hablaremos del equinoccio medio.
- Tiempo sidéreo medio

Es el ángulo horario del equinoccio medio. Es un tiempo que discurre uniformemente, al prescindirse de la nutación.
Si consideramos precesión y nutación hablaremos del equinoccio verdadero.
- Tiempo sidéreo verdadero

Es el ángulo horario del equinoccio verdadero, y por tanto se tiene en cuenta la precesión y nutación, por lo que es un tiempo que no discurre uniformemente.
La diferencia entre ambos tiempos sidéreos se llama Ecuación de Equinoccios y es siempre menor que 1,18 segundos.
- Tiempo sidéreo local (TSL) y Tiempo sidéreo de Greenwich

Los valores locales del tiempo sidéreo varían de acuerdo con la longitud del observador. Si nos movemos una longitud de 15° hacia el este, el tiempo sidéreo aumenta una hora sidérea. Las posibles diferencias se deben a la exactitud de las medidas. El tiempo sidéreo de Greenwich es el Tiempo sidéreo local para un observador situado en el meridiano de Greenwich. 

Los intervalos en Tiempo sidéreo (S) y en Tiempo medio (M) regido por el Sol medio y que tiene que ver con el Tiempo Universal Coordinado (TUC) se relacionan mediante un factor constante {\displaystyle S=M\cdot 1,00273790935\,}. 

Relación entre el Tiempo sidéreo local, ángulo horario y ascensión recta.

El tiempo sidéreo local (Tsl o {\displaystyle \Theta _{m}(th,\lambda )\,}) o la hora sidérea local es el ángulo horario que forma el punto Aries con el meridiano del observador. El tiempo sidéreo local es la ascensión recta de un astro más el ángulo horario de dicho astro:{\displaystyle TSL=\Theta _{m}(th,\lambda )=H+\alpha \,}
El tiempo sidéreo se usa en observatorios astronómicos por la facilidad que supone a la hora de determinar qué objetos astronómicos serán visibles en un momento dado. Los objetos se sitúan en el cielo nocturno empleando la ascensión recta y declinación relativas al ecuador celeste (algo análogo a la longitud y latitud en la Tierra), y cuando el tiempo sidéreo de un objeto es igual a su ascensión recta, se encontrará cruzando el meridiano ({\displaystyle H=0}) en el punto más alto del cielo y será además el mejor momento para realizar las observaciones. O dicho de otro modo: en el instante de la culminación de una estrella su ascensión recta nos da el tiempo sidéreo, o a la inversa, conocido el tiempo sidéreo tenemos la ascensión recta de la estrella.

Como caso particular para Greenwich se establece el tiempo sidéreo de Greenwich, de gran importancia en astronomía: ángulo horario del equinoccio vernal en el meridiano de Greenwich. Una magnitud que está tabulada en todos los Anuarios de Astronomía es el Tiempo sidéreo medio en Greenwich a 0h de T.U. {\displaystyle \Theta _{m}(0h,Gr)\,} y que se puede calcular mediante la expresión:
- {\displaystyle \Theta _{m}(0h,Gr)=6h38min45,836s+8640184,542s\cdot T+0,0929s\cdot T^{2}}

donde {\displaystyle T\,} es el número de siglos julianos de 36525 días medios transcurridos a medianoche de Greenwich desde el mediodía medio en Greenwich de 31 de diciembre de 1899.
Una vez hecho el cálculo se transforma a la primera vuelta en el rango 0-24 horas.
Para calcular el tiempo sidéreo de Greenwich a una hora t de T.U. se transforma el intervalo de tiempo medio t en tiempo sidéreo.
- {\displaystyle \Theta _{m}(th,Gr)=\Theta _{m}(0h,Gr)+t\cdot 1,00273790935\,}.

Para calcular el tiempo sidéreo local TSL en un lugar de longitud geográfica {\displaystyle \lambda \,} a una hora t de T.U. basta con sumar la longitud (transformada en intervalo de tiempo) y positiva al este de Greenwich.
- {\displaystyle \Theta _{m}(th,\lambda )=\Theta _{m}(th,Gr)+\lambda \,}

Para transformar la longitud de grados a intervalo de tiempo, se hace una simple comparación entre las 24 h y los 360 grados de la circunferencia terrestre:
- {\displaystyle \lambda =Longitud\cdot 24/360\,}

## Efectos de precesión
La rotación de la Tierra no es una simple rotación alrededor de un eje que permanecería siempre paralelo a sí mismo. El propio eje de rotación de la Tierra gira alrededor de un segundo eje, ortogonal a la órbita de la Tierra, y tarda unos 25 800 años en realizar una rotación completa. Este fenómeno se llama la precesión de los equinoccios. Debido a esta precesión, las estrellas parecen moverse alrededor de la Tierra de una manera más complicada que una simple rotación constante.
Por esta razón, para simplificar la descripción de la orientación de la Tierra en astronomía y geodesia, era convencional trazar las posiciones de las estrellas en el cielo según ascensión recta y declinación, que son basado en un marco que sigue la precesión de la Tierra, y para realizar un seguimiento de la rotación de la Tierra, a través del tiempo sideral, en relación con este marco también. En este marco de referencia, la rotación de la Tierra es casi constante, pero las estrellas parecen girar lentamente con un período de unos 25 800 años. Es también en este marco de referencia que el año tropical, el año relacionado con las estaciones de la Tierra, representa una órbita de la Tierra alrededor del Sol. La definición precisa de un día sideral es el tiempo que tarda una rotación de la Tierra en este marco de referencia de precesión.

## Definiciones modernas
En el pasado, el tiempo se medía observando estrellas con instrumentos como tubos cenitales fotográficos y astrolabios de Danjon, y el paso de las estrellas a través de líneas definidas se cronometraba con el reloj del observatorio Luego, utilizando la ascensión recta de las estrellas de un catálogo de estrellas, se calculó la hora en que la estrella debería haber pasado por el meridiano del observatorio y se calculó una corrección a la hora mantenida por el reloj del observatorio. El tiempo sideral se definió de tal manera que el equinoccio de marzo tránsita el meridiano del observatorio a las 0 horas del tiempo sidéreo local.
A partir de la década de 1970, los métodos de radioastronomía de interferometría de línea de base muy larga (VLBI) y de matriz de temporización de Pulsar superaron a los instrumentos ópticos para la astrometría más precisa. Esto condujo a la determinación de UT1 (tiempo solar medio a 0° de longitud) utilizando VLBI, una nueva medida del ángulo de rotación de la Tierra y nuevas definiciones de tiempo sideral. Estos cambios se pusieron en práctica el 1 de enero de 2003.

### Ángulo de rotación de la tierra
El ángulo de rotación de la tierra (del inglés Earth rotation angle o ERA) mide la rotación de la Tierra desde un origen en el ecuador celeste, el Origen Celestial Intermedio, también llamado Origen Celestial de las Efemérides, que no tiene movimiento instantáneo a lo largo del ecuador; originalmente se denominó origen no giratorio. Este punto está muy cerca del equinoccio de J2000.
El ERA, medida en radianes, está relacionada con UT1 por una relación lineal simple:
{\displaystyle \theta (t_{U})=2\pi (0.779\,057\,273\,2640+1.002\,737\,811\,911\,354\,48\cdot t_{U})}
donde tU es la fecha UT1 juliana (JD) menos 2451545.0.
El coeficiente lineal representa la velocidad de rotación de la Tierra alrededor de su propio eje.
ERA reemplaza al Tiempo Sideral Aparente de Greenwich (GAST). El origen en el ecuador celeste para GAST, llamado el verdadero equinoccio, se mueve, debido al movimiento del ecuador y la eclíptica. La falta de movimiento del origen de ERA se considera una ventaja significativa.
La ERA se puede convertir a otras unidades; por ejemplo, el Almanaque astronómico del año 2017 lo tabuló en grados, minutos y segundos.
Como ejemplo, el Almanaque astronómico del año 2017 dio la ERA a las 0 h del 1 de enero de 2017 UT1 como 100° 37′ 12.4365″.

### Variedades medias y aparentes

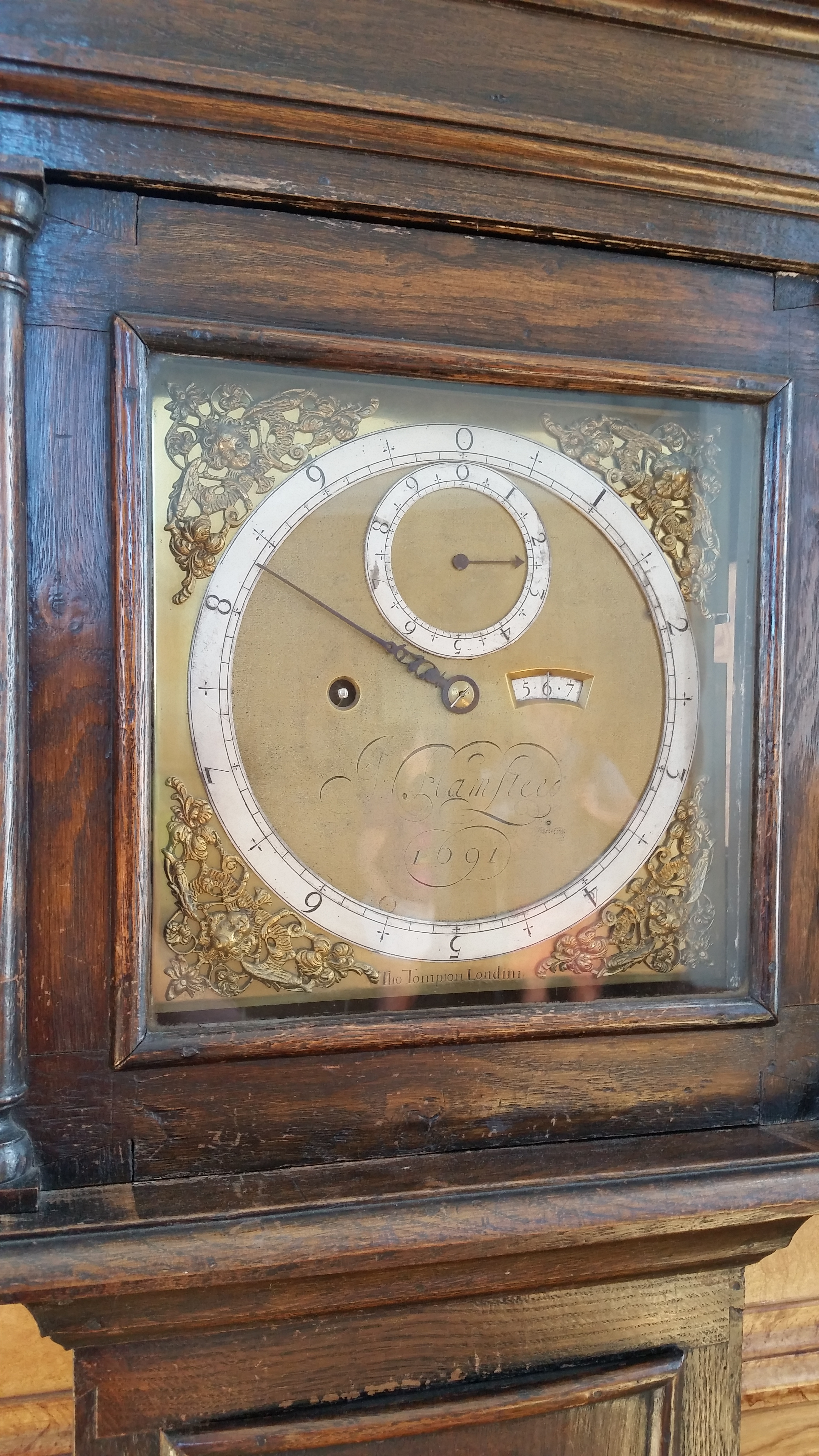
Foto de la cara del otro reloj de ángulo sideral sobreviviente en el Observatorio Real de Greenwich, Inglaterra, hecha por Thomas Tompion. La esfera tiene una inscripción ornamentada con el nombre J Flamsteed, que fue el Astrónomo Real, y la fecha de 1691.

Aunque ERA está destinado a reemplazar el tiempo sidéreo, existe la necesidad de mantener definiciones para el tiempo sidéreo durante la transición y cuando se trabaja con datos y documentos más antiguos.
De manera similar al tiempo solar medio, cada ubicación en la Tierra tiene su propio tiempo sideral local (LST), dependiendo de la longitud del punto. Dado que no es factible publicar tablas para todas las longitudes, las tablas astronómicas utilizan el tiempo sideral de Greenwich (GST), que es el tiempo sideral en el meridiano de referencia IERS, llamado con menos precisión el meridiano de Greenwich, o primer meridiano. Hay dos variedades, tiempo sideral medio si se utilizan el ecuador medio y el equinoccio de fecha, y tiempo sideral aparente si se utilizan el ecuador aparente y el equinoccio de fecha. El primero ignora el efecto de la nutación astronómica mientras que el segundo lo incluye. Cuando la elección de la ubicación se combina con la elección de incluir o no la nutación astronómica, resultan las siglas GMST, LMST, GAST y LAST.
Se cumplen las siguientes relaciones:
Las nuevas definiciones de tiempo sideral aparente y medio de Greenwich (desde 2003, véase arriba) son:
{\displaystyle \mathrm {GMST} (t_{U},t)=\theta (t_{U})-E_{\mathrm {PREC} }(t)}
{\displaystyle \mathrm {GAST} (t_{U},t)=\theta (t_{U})-E_{0}(t)}
donde θ es el ángulo de rotación de la Tierra, EPREC es la precesión acumulada, y E0 es la ecuación de los orígenes, que representa la precesión acumulada y la nutación. El cálculo de la precesión y la nutación se describió en el Capítulo 6 de Urban & Seidelmann.
Como ejemplo, el Almanaque astronómico del año 2017 dio la ERA a las 0 h del 1 de enero de 2017 UT1 como 100° 37′ 12.4365″. El GAST fue de 6 h 43 m 20,7109 s. Para GMST la hora y los minutos eran los mismos pero el segundo era 21.1060.

### Relación entre el tiempo solar y los intervalos de tiempo sideral

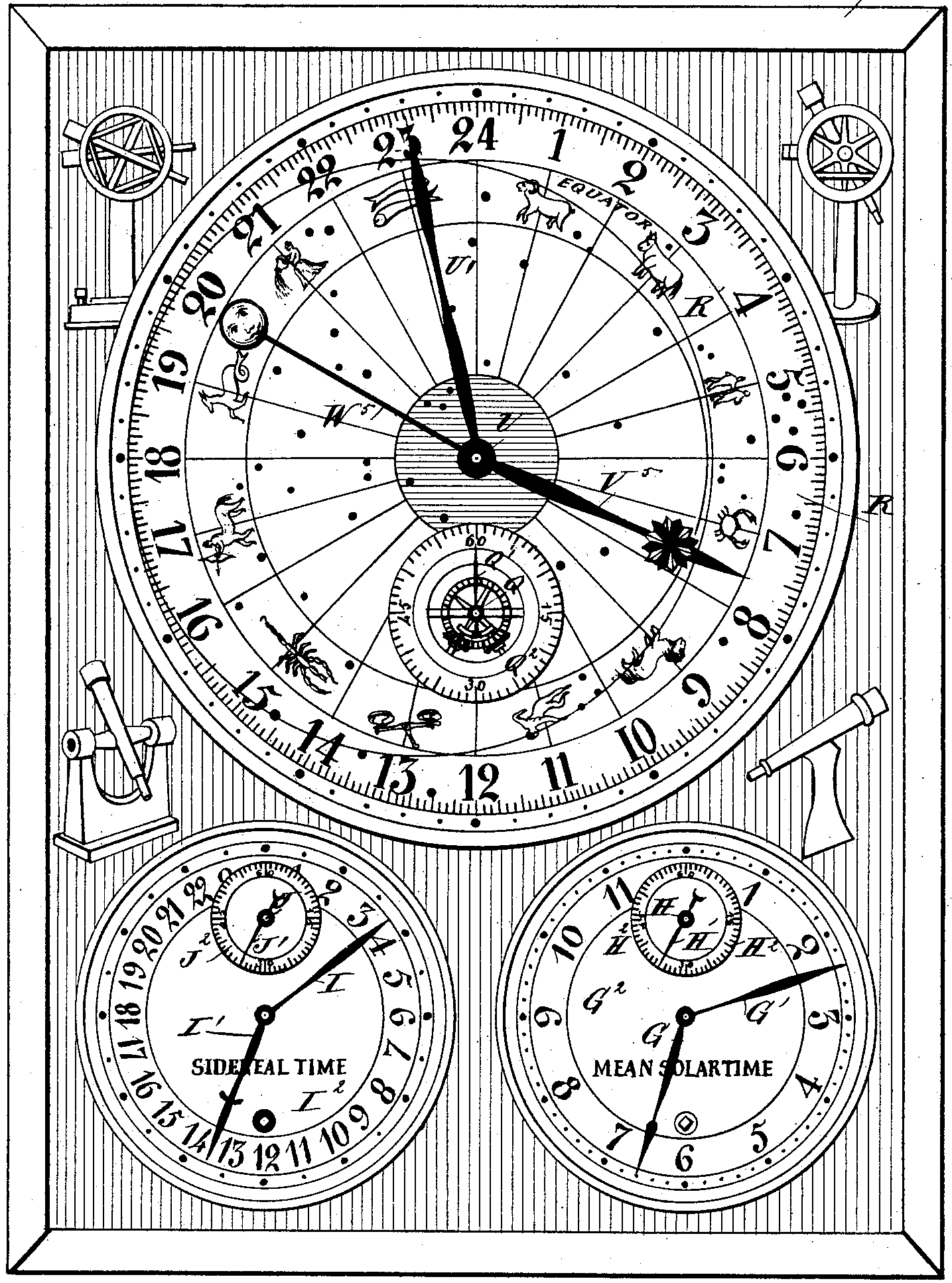
Este reloj astronómico usa esferas que muestran tanto la hora sideral como la hora solar.

Si se mide un cierto intervalo I tanto en tiempo solar medio (UT1) como en tiempo sideral, el valor numérico será mayor en tiempo sideral que en UT1, porque los días siderales son más cortos que los días UT1. la proporción es:
{\displaystyle {\frac {I_{\mathrm {mean\,sidereal} }}{I_{\mathrm {UT1} }}}=r'=1.002\,737\,909\,350\,795+5.9006\times 10^{-11}t-5.9\times 10^{-15}t^{2}}
donde t representa el número de siglos julianos transcurridos desde el mediodía del 1 de enero de 2000 Tiempo terrestre.